# Laconisme de l'aile
Laconisme de l'aile is een compositie van Kaija Saariaho.
Het werk bestaat uit een gesproken en een instrumentaal gedeelte. Het is daarbij de bedoeling dat er een langzame overgang plaatsvindt tussen de tekst van Saint-John Perse (1887-1975) en het bespelen van de dwarsfluit. De instrumentalist is daardoor gedwongen in het mondstuk van de dwarsfluit te spreken/fluisteren en dan haar embouchure aan te spreken. De tekst is afkomstig uit de bundel Oiseaux XIII. De vogels (oiseaux) moesten bijdragen aan het gevoel van vrijheid en lichtheid. De muziek kwam tot stand nadat Saariaho de lessen van Brian Ferneyhough in Freiburg achter zich liet en de mogelijkheden van de elektronica van IRCAM te Parijs had ontdekt, desalniettemin zijn de partijen geheel uitgeschreven. 
Het werk was voor het eerst te horen in Freiburg, alwaar Anne Raito het speelde op 1 maart 1983. 